# Château de Sandal
 (novembre 2024).
Le château de Sandal est un château médiéval en ruines, situé à Sandal Magna, une banlieue de la ville de Wakefield dans le Yorkshire de l'Ouest. Il surplombe la rivière Calder. Ce fut le site d'intrigues royales, il servit de décor pour la scène d'ouverture de l'une des pièces de William Shakespeare, et fut à l'origine d'une chanson enfantine populaire.

## Histoire

### Les Warennes
Guillaume II de Warenne (1081-1138) devint propriétaire des domaines de Sandal en 1107. Le 2e comte construisit le premier château de Sandal en bois. Il soutint Robert Courteheuse contre Henri Ier et fut banni du royaume pendant deux ans. On lui donna plus tard le manoir de Wakefield. Ayant fait le vœu de participer aux croisades, Guillaume III de Warenne (1119-1148) passa peu de temps à Sandal. Il s'engagea dans la deuxième croisade. Il avait une fille, Isabel de Warenne (en) (1137-1199), qui épousa Guillaume de Boulogne, fils du roi Étienne, qui devint le 4e comte. Il mourut en 1159, sans enfant. Isabel, sa veuve, épousa ensuite Hamelin (1129-1202), le 5e comte. Il était le fils de Geoffrey d'Anjou et prit le nom de Warenne à la suite de son mariage en 1164. Hamelin est supposé avoir construit les premières fortifications en pierre normandes du Château de Conisbrough et avoir également commencé à remplacer les fortifications en bois du château de Sandal par de la pierre.
William de Varenne (en) (1166–1240) épousa Maud Marshal en 1225. Il était fidèle à son cousin, le roi Jean, et fut l'un des quatre nobles dont les noms apparaissent dans la Magna Carta rédigée contre le roi Jean. En 1216, il changea d'allégeance et soutint Henri III. Sa veuve, Maud, dirigea le manoir de Wakefield de 1240, après sa mort, jusqu'en 1252, lorsque leur fils John de Warenne (1231-1304) arriva à maturité. John épousa Alice de Lusignan en 1247. En 1296, le 6e comte fut chargé de diriger l'Écosse par Édouard Ier et en 1299, le comte et son auguste maître triomphèrent sur les écossais lors de la bataille de Falkirk.

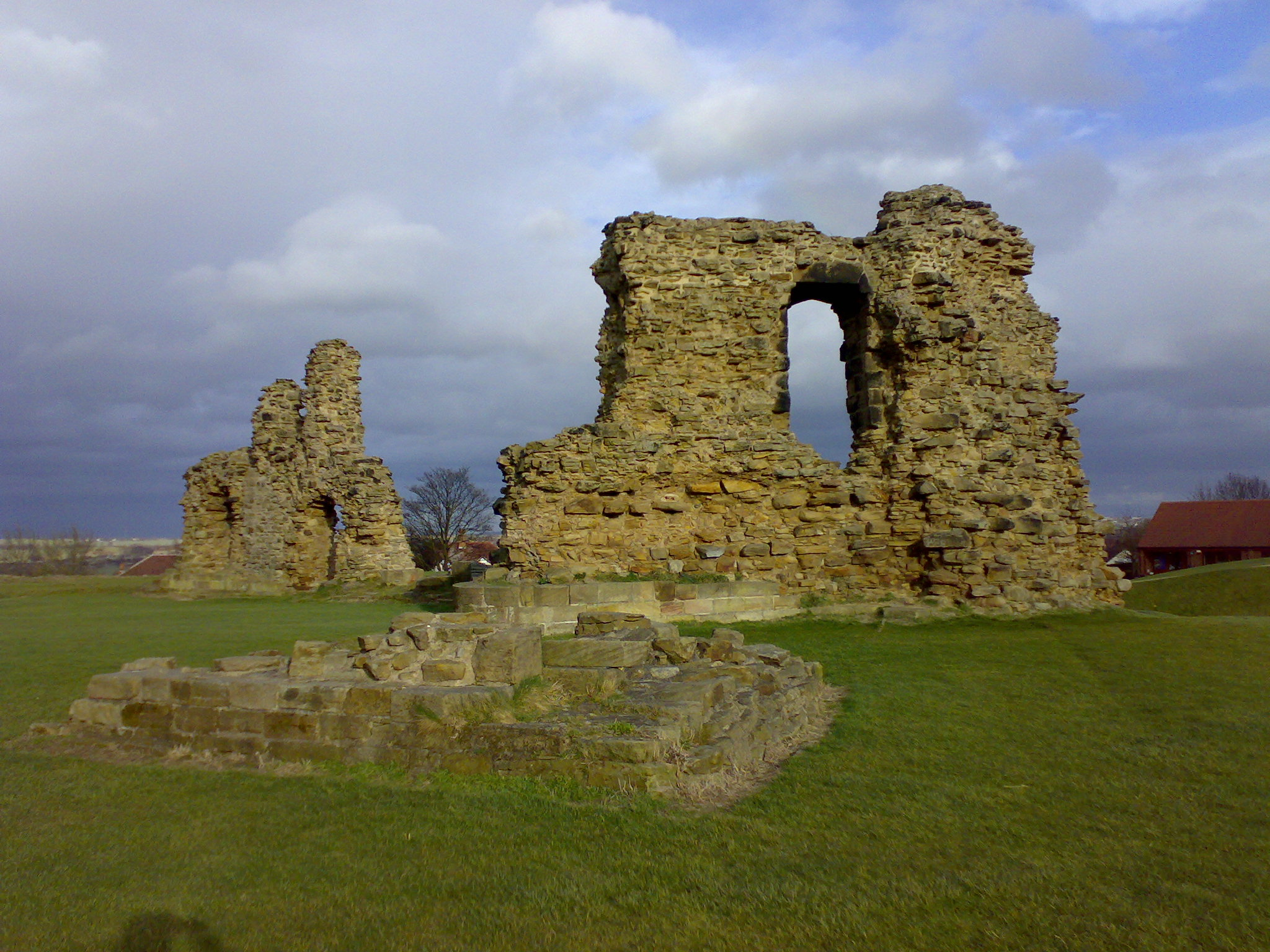
Une vue du mur encore debout du château de Sandal

Guillaume de Warenne (1256-1286) fut tué lors d'un tournoi à Croydon, il mourut avant son père. Son fils John de Warenne (1286-1347) naquit l'année de sa mort. John épousa Jeanne de Bar mais vivait une relation adultère avec Maud de Nereford qui venait d'un village près du château d'Acre, dans le Norfolk. En 1347, le 7e comte mourut, probablement de la peste noire. Ses fils John et Thomas devinrent chevaliers de l'ordre hospitalier de Saint-Jean de Jérusalem en Terre Sainte, et décédèrent avant leur mère. Leurs terres furent transmises à Édouard III.
Les Warenne possédaient des châteaux à Lewes et à Reigate (en) dans le Sussex, à Castle Acre dans le Norfolk et à Conisbrough dans le Yorkshire.

### Les ducs d'York
En 1347, Édouard III céda le château de Sandal à son cinquième fils Edmond de Langley qui était âgé de six ans à l'époque. Son frère aîné Jean de Gand détenait les châteaux de Pontefract et de Knaresborough (en), Edmond reçut le château de Wark on Tweed (en), près de Coldstream, dans les Scottish Borders, et en 1377, le château de Fotheringhay, dans le Northamptonshire, qui allait devenir sa résidence. Pendant les 75 années qui suivirent, la famille semble avoir passé peu de temps à Sandal, laissant la gestion du château aux connétables ou aux gardiens. En 1385, Edmond reçut le titre de Duc d'York en récompense du soutien apporté à son neveu, Richard II d'Angleterre. Son fils lui succéda, mais Édouard fit campagne en Irlande et mourut à la bataille d'Azincourt en 1415. Ce fut son neveu, Richard Plantagenêt qui lui succéda.

### La bataille de Wakefield
Au début de l'année 1460, pendant la guerre des Deux-Roses, Richard Plantagenet fit une offre pour accéder au trône. Il ne fut tout d'abord pas bien accepté, mais un Acte d'Accord, établi en octobre 1460, le reconnut comme héritier du trône et le nomma Protecteur du Royaume. En décembre, Richard se rendit au château de Sandal, dans le but de consolider sa position ou de contrer la dissidence Lancastrienne. Il avait une armée de 3 000 à 8 000 hommes, mais le 30 décembre, lors de la bataille de Wakefield, elle fut en infériorité numérique et ses plans furent déjoués par l'armée de la reine Marguerite, venant des environs de Pontefract. Richard subit une défaite cuisante et lui, ainsi que son jeune fils Edmond, comte de Rutland, furent tués (mais deux mois après, Édouard, le fils aîné de Richard, devint roi).

### Richard III
Le dernier coup de brosse donné au château par la famille royale eut lieu en 1483 lorsque le huitième fils (et douzième enfant) de Richard, Richard III, le choisit comme base au nord et y ordonna d'importants investissements. Cet espoir fut cependant de courte durée car Richard fut tué lors de la bataille de Bosworth en 1485. Après cela, le château fut entretenu un petit peu, mais se détériora progressivement, avec la construction de la prison de Wakefield dans les années 1590, qui le rendit encore plus inutile.

### La Première Révolution anglaise
Pendant la Première Révolution anglaise, le château de Sandal était Royalist, mais son état délabré le laissa hors de tous les conflits majeurs. Cependant, en 1645, il fut assiégé au moins trois fois par les troupes parlementaires. Butler raconte:
« Ayant reçu l'assurance qu'ils recevraient un passage sûr pour atteindre Welbeck House dans le nord du Nottinghamshire, ils rendirent le château, à 10 heures, le 1er octobre 1645. La garnison était alors composée de 10 officiers et 90 hommes dont deux appelés «seniors», ce qui signifie qu'ils étaient des soldats professionnels plutôt que de simples sous-officiers. Ils cédèrent également 100 fusils, 50 piques, 20 hallebardes, 150 épées et deux barils de poudre: aucune pièce d'artillerie n'est mentionnée. À la suite de cette capitulation, seuls les châteaux de Bolton, situé dans la Wensleydale et de Skipton, restèrent dans les mains des Royalists dans le Yorkshire, mais celle de Sandal "était la plus résolue des trois garnisons du nord" et sa chute causa une grande joie parmi les forces parlementaires. »
À la fin de ce siège, le château était en grande partie dans un état de ruine. L'année suivante, le Parlement ordonna qu'il fût rendu intenable.

### Le château

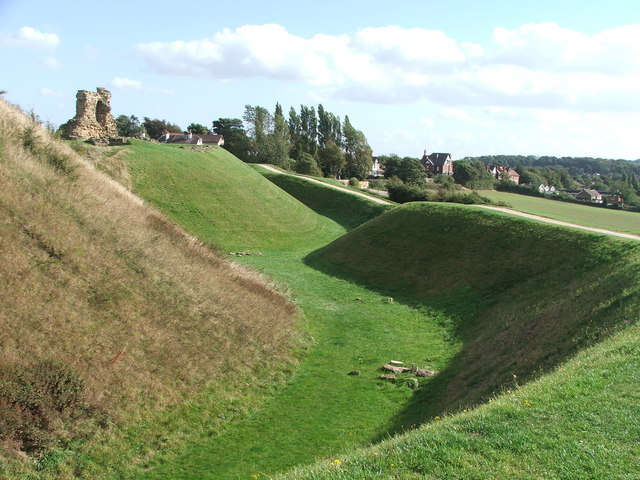
La motte du château de Sandal.

Les châteaux construits par les partisans de Guillaume le Conquérant étaient des bastions autonomes, certains étant des points de collecte fiscale, certains contrôlant les grandes villes, les traversées de rivières ou les cols situés dans les collines. Deux châteaux furent construits près de Wakefield, l'un à Lowe Hill, sur la rive nord de la Calder, et l'autre à Sandal, sur la rive sud. Les premiers châteaux furent probablement commencés et terminés au début du XIIe siècle par Guillaume de Warenne, 2e comte de Surrey après que Henri Ier lui ait donné le manoir de Wakefield.
Sandal et Lowe Hill étaient des châteaux à motte castrale en terre, dotés de tours en bois sur le monticule, de murs d'enceinte avec des palissades en bois et de profonds fossés. Le château de Sandal est construit sur une crête de grès naturel appelée Oaks Rock. La motte était haute de 10 mètres et était entourée d'un fossé d'une profondeur de 7 mètres. Seul Sandal survécut et, au cours du XIIIe siècle, le donjon, la courtine et d'autres bâtiments furent reconstruits en pierre, des travaux probablement entrepris par le 6e ou le 7e comte de Warenne. Les châteaux à motte castrale en bois étaient souvent transformés en pierre s'ils étaient utilisés pendant de longues périodes. Sandal en est un très bon exemple.
Le donjon en pierre était circulaire avec quatre tours constituées de quatre étages chacune; deux d'entre elles, proches l'une de l'autre, formaient un corps de garde, et la tour est contenait un puits de 37 mètres de profondeur. Le donjon à double paroi aurait été doté de corps de garde, de celliers et d'espaces pour les serviteurs au rez-de-chaussée, de la salle principale au-dessus et d'appartements privés au deuxième étage. Les pièces de la tour étaient dotées de toilettes se déversant sur les murs extérieurs du donjon. La courtine était haute de 6 mètres et on pouvait marcher sur toute la longueur du mur. Elle encerclait la cour intérieure et traversait le fossé deux fois pour atteindre le donjon.
À Sandal, la barbacane était dans la cour intérieure, il s'agissait d'une tour de trois étages avec un fossé, faisant face à deux tours tambours situées à l'entrée du donjon, l'ensemble fut construit au début des années 1270. La barbacane, avec sa propre porte et sa herse, ajoutait une ligne supplémentaire de défense entre la porte de l'entrée principale et le donjon. Les attaquants entrant dans la barbacane devaient tourner à droite à l'angle afin de pénétrer dans le donjon qui était protégé par un pont-levis situé entre les tours tambours. Un escalier partant de la barbacane menait vers un port de sortie, une entrée cachée se trouvant près du fossé; d'où pouvaient avoir lieu des attaques surprises.
La cour intérieure se trouvait au sud-est du donjon et la guérite principale du côté nord-est. Elle avait la forme d'un croissant, mesurait environ 71 mètres de long et 52 mètres de large. Dans la cour intérieure se trouvaient un puits d'une profondeur de 12 mètres et deux autres puits cachés, dont l'un avait une profondeur de 8 mètres.

### Les ruines
Les ruines étaient une source permettant de se procurer de la pierre pour la construction locale et devint un lieu de détente pour les habitants. Elles furent dépeintes sur le premier plan d'un dessin de Wakefield représentant le sud, réalisé par Samuel Buck en 1719 ou 1722, et en 1753, une gravure inspirée d'un dessin relatif à une étude de l'ère élisabéthaine fut publiée.
Les ruines furent pour la première fois fouillées par la Société archéologique du Yorkshire (en) (Yorkshire Archeological Society en anglais) en 1893. Un projet plus détaillé vit le jour au cours de l'été 1964, constituant un partenariat entre la Corporation de Wakefield, la Société Historique de Wakefield et l'Université de Leeds. Ce projet débuta comme étant une expérience dans l'éducation des adultes, mais avec l'aide de plus d'une centaine de bénévoles locaux, il se transforma en une fouille complète et rigoureuse qui dura neuf ans. Lors des fouilles dans la cour intérieure, les archéologues trouvèrent des restes d'outils en silex, suggérant l'existence d'un campement datant du Mésolithique, environ en 5000 av. J.-C.
En 2003, une passerelle en bois fut mise en place afin d'accéder au sommet de la motte sans causer d'érosion. Un centre d'accueil fut construit à environ 100 mètres du château. Il y eut des reconstitutions historiques et des journées «d'histoire vivante», dont la commémoration de la bataille de Wakefield et de la mort de Richard, duc d'York et de son fils Edmond.
Le château est un Monument classé, ce qui signifie qu'il s'agit d'un monument historique d'une « importance nationale » et d'un site archéologique protégé contre les modifications non autorisées. C'est aussi un monument classé Grade II.